# Réka Pupp
Réka Pupp, née le 4 juillet 1996 à Dunaújváros, est une judokate hongroise.

## Biographie
Sa soeur Noémi, est une kayakiste, double médaillée de bronze aux Jeux de Paris.

## Palmarès

### Compétitions internationales
| Année | Compétition           | Lieu     | Résultat | Catégorie      |
| ----- | --------------------- | -------- | -------- | -------------- |
| 2021  | Championnats d'Europe | Lisbonne | 3e       | Moins de 52 kg |
| 2024  | Championnats d'Europe | Zagreb   | 3e       | Moins de 52 kg |